# Andrea Cingolani
Andrea Cingolani (Macerata, 14 de agosto de 1990) es un deportista italiano que compitió en gimnasia artística.
Ganó dos medallas en el Campeonato Europeo de Gimnasia Artística, en los años 2013 y 2022.

## Palmarés internacional
| Campeonato Europeo | Campeonato Europeo | Campeonato Europeo | Campeonato Europeo   |
| Año                | Lugar              | Medalla            | Prueba               |
| ------------------ | ------------------ | ------------------ | -------------------- |
| 2013               | Moscú (Rusia)      | Medalla de bronce  | Suelo                |
| 2022               | Múnich (Alemania)  | Medalla de plata   | Concurso por equipos |